# Bordèus
|  | Aquest article tracta sobre municipi francès del departament de la Droma. Si cerqueu el municipi francès del departament de Gironda (Aquitània), vegeu «Bordeus». |

Bordèus (en francès Bourdeaux) és un municipi francès situat al departament de la Droma i a la regió d'Alvèrnia-Roine-Alps. L'any 2007 tenia 611 habitants.

## Demografia

### Població
El 2007 la població de fet de Bourdeaux era de 611 persones. Hi havia 265 famílies de les quals 123 eren unipersonals (40 homes vivint sols i 83 dones vivint soles), 79 parelles sense fills, 55 parelles amb fills i 8 famílies monoparentals amb fills.
La població ha evolucionat segons el següent gràfic:
Habitants censats 

### Habitatges
El 2007 hi havia 436 habitatges, 282 eren l'habitatge principal de la família, 129 eren segones residències i 25 estaven desocupats. 351 eren cases i 77 eren apartaments. Dels 282 habitatges principals, 174 estaven ocupats pels seus propietaris, 79 estaven llogats i ocupats pels llogaters i 29 estaven cedits a títol gratuït; 6 tenien una cambra, 22 en tenien dues, 65 en tenien tres, 71 en tenien quatre i 118 en tenien cinc o més. 134 habitatges disposaven pel capbaix d'una plaça de pàrquing. A 148 habitatges hi havia un automòbil i a 87 n'hi havia dos o més.

### Piràmide de població
La piràmide de població per edats i sexe el 2009 era:
| Homes | Edats   | Dones |
| ----- | ------- | ----- |
| 0     | 95 o +  | 4     |
| 4     | 90 a 94 | 8     |
| 16    | 85 a 89 | 24    |
| 4     | 80 a 84 | 8     |
| 12    | 75 a 79 | 24    |
| 20    | 70 a 74 | 16    |
| 12    | 65 a 69 | 16    |
| 24    | 60 a 64 | 4     |
| 16    | 55 a 59 | 28    |
| 28    | 50 a 54 | 12    |
| 8     | 45 a 49 | 28    |
| 16    | 40 a 44 | 12    |
| 12    | 35 a 39 | 12    |
| 20    | 30 a 34 | 28    |
| 16    | 25 a 29 | 8     |
| 16    | 20 a 24 | 16    |
| 24    | 15 a 19 | 12    |
| 12    | 10 a 14 | 8     |
| 12    | 5 a 9   | 8     |
| 4     | 0 a 4   | 16    |

## Economia
El 2007 la població en edat de treballar era de 346 persones, 260 eren actives i 86 eren inactives. De les 260 persones actives 231 estaven ocupades (121 homes i 110 dones) i 29 estaven aturades (10 homes i 19 dones). De les 86 persones inactives 44 estaven jubilades, 21 estaven estudiant i 21 estaven classificades com a «altres inactius».

### Ingressos
El 2009 a Bourdeaux hi havia 281 unitats fiscals que integraven 585 persones, la mediana anual d'ingressos fiscals per persona era de 14.334 €.

### Activitats econòmiques
Dels 52 establiments que hi havia el 2007, 1 era d'una empresa extractiva, 3 d'empreses alimentàries, 2 d'empreses de fabricació d'altres productes industrials, 7 d'empreses de construcció, 11 d'empreses de comerç i reparació d'automòbils, 1 d'una empresa de transport, 9 d'empreses d'hostatgeria i restauració, 1 d'una empresa financera, 1 d'una empresa immobiliària, 6 d'empreses de serveis, 8 d'entitats de l'administració pública i 2 d'empreses classificades com a «altres activitats de serveis».
Dels 19 establiments de servei als particulars que hi havia el 2009, 1 era una gendarmeria, 1 oficina de correu, 1 una oficina bancària, 3 tallers de reparació d'automòbils i de material agrícola, 3 paletes, 2 fusteries, 1 lampisteria, 1 electricista, 2 perruqueries i 4 restaurants.
Dels 7 establiments comercials que hi havia el 2009, 1 era una gran superfície de material de bricolatge, 2 botigues de més de 120 m², 2 fleques, 1 una carnisseria i 1 una sabateria.
L'any 2000 a Bourdeaux hi havia 37 explotacions agrícoles que ocupaven un total de 812 hectàrees.

## Equipaments sanitaris i escolars
L'únic equipament sanitari que hi havia el 2009 era una farmàcia.
El 2009 hi havia una escola elemental.

## Poblacions properes
El següent diagrama mostra les poblacions més properes.